# Крис Гарднър
Кристофър Пол Гарднър е американски брокер и милионер.

## Биография
Крис Гарднър израства със своята майка и доведения си баща. Заради различни обстоятелства майка му е принудена да прекара известно време в затвор. Крис и братята и сестрите му са преместени в дом за деца. По-късно Гарднър постъпва във Военноморските сили на САЩ. След това работи като продавач на медицински уреди, които рядко успявал да продаде.
Отива в Сан Франциско и среща мъж на име Боб Бриджес, който слиза от ферарито си. Гарднър му задава 2 въпроса: „Какво работите? И как го правите?“. Боб Бриджес отговаря, че е брокер и се занимава с числа и разговори с клиенти. Предлага на Гарднър практика във фирмата в която работи, и го запознава с други големи брокери. По време на незначително платена практика, в началото на 1980 г. в Сан Франциско Гарднър попада във финансова дупка. Работи ежедневно и цяла година живее в приют за бездомни със сина си Кристофър, а понякога пренощува дори в тоалетни на градското метро.
След образованието по брокерство Крис Гарднър получава добра работа и със своята фирма Гарднър Рич (Gardner Rich) става милионер. Книгата за неговия живот достига върховете на американските класации. Тя е филмирана с участието на Уил Смит – Преследване на Щастието.